# BET Awards
«BET Awards» — премия, вручаемая телеканалом Black Entertainment Television за достижения в музыке, актерском мастерстве, спорте и других отраслях развлечений в течение прошлого года. Традиционно номинантами премии являются афроамериканцы и другие нацменьшинства США.
Награды вручаются ежегодно, сама премия транслируются в прямом эфире на телеканале BET. Обычно церемония вручения наград включает выступления артистов, а некоторые награды, представляющие более популярный интерес, представлены в телевизионной версии.
Отбором номинантов и присуждением наград занимается специальная комиссия, куда входят около пятисот человек из различных сфер деятельности.

## Категории награждения

### Вручаемые награды
| Музыка - Альбом года (с 2017 года) - Видео года (с 2001 года) - Coca-Cola Viewer's Choice Award (с 2001 года) - Лучшая коллаборация (2003 года) - Лучшая хип-хоп исполнительница (2001–2006, с 2008 года) - Лучший хип-хоп исполнитель (с 2001 года) - Лучшая R&B-исполнительница (с 2001 года) - Лучший R&B-исполнитель (с 2001 года) - Лучшая группа (с 2001 года) - Лучший новый артист (с 2001 года) - Награда имени Бобби Джонса за лучшие госпел-исполнение (с 2001 года) | Кино - Лучший фильм (с 2010 года) - Лучшая актриса (с 2001 года) - лучший актёр (с 2001 года) Спорт - Спортсменка года (с 2001 года) - Спортсмен года (с 2001 года) Прочее - Лучший клипмейкер года (с 2008 года) - Лучшая международная компания (2010, с 2018 года) - Лучшая молодая звезда (с 2010 года) - Её награда (с 2018 года) - Лучший новый международный артист (с 2019 года) |

### Награды, вручавшиеся ранее
- Лучший актёр и лучшая актриса
- Лучший исполнитель в жанре госпел (2001–2016)
- J Cool Like That Award (2006–2007)
- J Award (2008–2009)
- Centric Award (2010–2017)
- Лучший африканский исполнитель (2011–2017)
- Лучший европейский исполнитель (2017)
- Лучший британский исполнитель (2011–2016)
- Лучший фандом (2010–2016)
- Приз зрительских симпатий (2015–2017)

### Специальные награды
Lifetime Achievement
Награда BET Lifetime Achievement Award (Достижения всей жизни) вручается артистам-«ветеранам», внесшим заметный вклад в музыкальную индустрию.
- 2001: Уитни Хьюстон
- 2002: Earth, Wind & Fire
- 2003: Джеймс Браун
- 2004: The Isley Brothers
- 2005: Глэдис Найт
- 2006: Чака Хан
- 2007: Дайана Росс
- 2008: Эл Грин
- 2009: The O’Jays
- 2010: Принс
- 2011: Патти Лабелль
- 2012: Maze Featuring Frankie Beverly
- 2013: Чарли Уилсон
- 2014: Лайонел Ричи
- 2015: Смоки Робинсон
- 2016: Сэмюэл Л. Джексон
- 2017: New Edition
- 2018: Анита Бейкер
- 2019: Мэри Джей Блайдж

Humanitarian
Награда BET Award Humanitarian Award (Гуманитарная награда) была введена в 2002 году, она вручается знаменитости, сделавшей заметный вклад в благотворительности.
- 2002: Мохаммед Али
- 2003: Ирвин «Мэджик» Джонсон
- 2004: Дэнни Гловер
- 2005: Дензел Вашингтон и Паулетта Вашингтон
- 2006: Гарри Белафонте
- 2007: Дон Чидл
- 2008: Куинси Джонс
- 2009: Алиша Кис и Вайклеф Жан
- 2010: Джон Ледженд
- 2011: Стив Харви
- 2012: Эл Шарптон
- 2013: Дуэйн Уэйд
- 2014: Мирли Эверс-Уильямс
- 2015: Том Джойнер
- 2016: Джесси Уильямс
- 2017: Chance the Rapper
- 2018: Наоми Уодлер, Мамуду Гасама, Джастин Блэкмен, Шуан Кинг, Энтони Борджес и Джеймс Шоу мл.
- 2019: Nipsey Hussle

Ultimate Icon
- 2015: Джанет Джексон
- 2018: Дебра Ли
- 2019: Тайлер Перри

## Церемонии
| Прошедшие премии | Прошедшие премии | Прошедшие премии  | Прошедшие премии | Прошедшие премии                    | Прошедшие премии    |
| #                | Дата             | Место             | Город            | Ведущий(ие)                         | Рейтинги (млн. чел) |
| ---------------- | ---------------- | ----------------- | ---------------- | ----------------------------------- | ------------------- |
| 1-я              | 19 июня 2001     | Paris Las Vegas   | Лас-Вегас        | Стив Харви и Седрик «Развлекатель»  | неизвестно          |
| 2-я              | 29 июня 2002     | Kodak Theatre     | Лос-Анджелес     | Джейми Фокс и Крис Такер            | неизвестно          |
| 3-я              | 24 июня 2003     | Kodak Theatre     | Лос-Анджелес     | Мо’Ник                              | неизвестно          |
| 4-я              | 29 июня 2004     | Kodak Theatre     | Лос-Анджелес     | Мо’Ник                              | неизвестно          |
| 5-я              | 28 июня 2005     | Kodak Theatre     | Лос-Анджелес     | Уилл Смит и Джада Пинкетт-Смит      | неизвестно          |
| 6-я              | 27 июня 2006     | Shrine Auditorium | Лос-Анджелес     | Дэймон Уайанс                       | 6.9                 |
| 7-я              | 26 июня 2007     | Shrine Auditorium | Лос-Анджелес     | Мо’Ник                              | 6.3                 |
| 8-я              | 24 июня 2008     | Shrine Auditorium | Лос-Анджелес     | Д.Л. Хьюли                          | 5.8                 |
| 9-я              | 28 июня 2009     | Shrine Auditorium | Лос-Анджелес     | Джейми Фокс                         | 10.6                |
| 10-я             | 27 июня 2010     | Shrine Auditorium | Лос-Анджелес     | Куин Латифа                         | 7.4                 |
| 11-я             | 26 июня 2011     | Shrine Auditorium | Лос-Анджелес     | Кевин Харт                          | 7.7                 |
| 12-я             | 1 июля 2012      | Shrine Auditorium | Лос-Анджелес     | Сэмюэл Л. Джексон                   | 7.4                 |
| 13-я             | 30 июня 2013     | Microsoft Theater | Лос-Анджелес     | Крис Такер                          | 7.8                 |
| 14-я             | 29 июня 2014     | Microsoft Theater | Лос-Анджелес     | Крис Рок                            | 7.9                 |
| 15-я             | 28 июня 2015     | Microsoft Theater | Лос-Анджелес     | Энтони Андерсон и Трейси Эллис Росс | 6.5                 |
| 16-я             | 26 июня 2016     | Microsoft Theater | Лос-Анджелес     | Энтони Андерсон и Трейси Эллис Росс | 7.2                 |
| 17-я             | 25 июня 2017     | Microsoft Theater | Лос-Анджелес     | Лесли Джонс                         | 5.7                 |
| 18-я             | 24 июня 2018     | Microsoft Theater | Лос-Анджелес     | Джейми Фокс                         | 5.9                 |
| 19-я             | 23 июня 2019     | Microsoft Theater | Лос-Анджелес     | Реджина Холл                        | 5.2                 |

## Самые награждаемые и номинируемые
Самые награждаемые 
| Артист       | Бейонсе | Крис Браун | Дрейк Серена Уильямс | Ники Минаж | Канье Уэст |
| Всего побед: | 28      | 15         | 12                   | 11         | 10         |

Самые номинируемые

| 61 номинация - Beyoncé 42 номинации - Chris Brown 35 номинаций - Дрейк - Jay Z 33 номинации - Lil Wayne 31 номинация - Kanye West 23 номинации - Rihanna 21 номинация - Kendrick Lamar - Nicki Minaj 19 номинаций - Usher 18 номинаций - Missy Elliott 17 номинаций - Serena Williams | 16 номинаций - Bruno Mars - Venus Williams 15 номинаций - Alicia Keys - T.I. 14 номинаций - Jamie Foxx - Ludacris - Mary J. Blige 13 номинаций - Erica Campbell 12 номинаций - Common - Pharrell Williams 11 номинаций - Big Boi - Ciara - LeBron James - Mary Mary - Snoop Dogg | 10 номинаций - Kobe Bryant - T-Pain - Outkast - Trina - Trey Songz - Tyga 9 номинаций - Denzel Washington - Taraji P. Henson 8 номинаций - 2 Chainz - 50 Cent - Angela Bassett - ASAP Rocky - Benny Boom - Big Sean - Busta Rhymes - Diddy - Hype Williams - Idris Elba - John Legend - Marsha Ambrosius - Miguel - Omarion - Justin Timberlake - Rick Ross | 7 номинаций - Don Cheadle - Erykah Badu - Halle Berry - Jennifer Hudson - Kelly Rowland - Keyshia Cole - Kirk Franklin - Mariah Carey - Ne-Yo - R. Kelly 6 номинаций - Aaliyah - Anthony Hamilton - August Alsina - B.o.B - B2K - Benny Boom - CeeLo Green - Destiny's Child - Keri Hilson - Lil Jon - Lil' Kim - Musiq Soulchild - Samuel L. Jackson - Wale - Yolanda Adams | 5 номинаций - Bow Wow - Carmelo Anthony - Donnie McClurkin - Eminem - Eve - Fantasia - Gabrielle Union - Jill Scott - Keke Palmer - Melanie Fiona - Mindless Behavior - Nelly - Pusha T - Regina King - Solange Knowles - Willow Smith |